# Enes setiger
Enes setiger là một loài bọ cánh cứng trong họ Cerambycidae.